# Франсисвил (Индијана)
Франсисвил (енгл. Francesville) град је у америчкој савезној држави Индијана.

## Демографија
По попису из 2010. године број становника је 879, што је 26 (-2,9%) становника мање него 2000. године.
| Група             | 2000.       | 2010.       |
| Белци             | 878 (97,0%) | 833 (94,8%) |
| Афроамериканци    | 1 (0,1%)    | 2 (0,2%)    |
| Азијати           | 2 (0,2%)    | 1 (0,1%)    |
| Хиспаноамериканци | 12 (1,3%)   | 32 (3,6%)   |
| Укупно            | 905         | 879         |